# Воган, Грег
Джеймс Грегори «Грег» Воган (англ. James Gregory "Greg" Vaughan, Jr. [vɔːn]; род. 15 июня 1973 года, Даллас, Техас) — американский телевизионный актёр и бывшая модель, известный по ролям в дневных мыльных операх «Молодые и дерзкие» (2002—2003), «Главный госпиталь» (2003—2009) и   2 сезоне сериала «Зачарованные». С 2012 года исполняет роль Эрика Бреди в  мыльной опере  «Дни нашей жизни», за которую в 2018 году удостоился Дневной премии Эмми.

## Ранние годы
Воган родился в Далласе (штат Техас), в семье Джеймса Грегори Вогана-Старшего и Барбары Энн Альт, рос в городе Мескит. Его предки были греками и индейцами. Много времени проводил со своими бабушкой и дедушкой, живущими в небольшом городке Фредериксбурге недалеко от Остина. Каждое лето проводил за городом, работая официантом в ресторане своего деда. По окончании школы уехал в Милан (Италия), где его пригласили рекламировать одежду Джорджио Армани. После Армани Воган сотрудничал с Джанни Версаче, а также Томми Хилфигером, Ральфом Лореном и многими другими. После долгих успешных лет в модельном бизнесе, Воган решает попробовать себя в кино.

## Карьера
Он переезжает в Лос-Анджелес и ему дают несколько эпизодических ролей в сериалах. Его первой ролью становится эпизодическая роль в сериале «Спасатели Малибу». Получил главные роли в таких известных мыльных операх как «Молодые и дерзкие» и «Главный госпиталь».
В 1996 году Воган знакомится с Аароном Спеллингом. Спеллинг даёт ему роли в таких популярных проектах как: «Беверли-Хиллз, 90210» и «Зачарованные». С 1999 по 2000 год, Воган снимался в телесериале «Зачарованные» в роли соседа сестёр и парня Пайпер, что сделало его ещё более известным. В 2002 году Воган получает одну из главных ролей в телесериале «Молодые и дерзкие», но в 2003 году уходит из мыльной оперы. В этом же году получает роль в мыльной опере «Главный госпиталь», ранее принадлежавшая Джонатану Джексону и Якобу Янгу. В 2009 году покидает телесериал, а его роль вновь занимает Джонатан Джексон.

## Личная жизнь
4 июня 2006 году женился на голландской модели Турии Хауд. От брака трое сыновей. 4 мая 2007 года у пары родился сын Джейтан Джеймс Воган (англ. Jathan James Vaughan). 19 января 2010 родился второй сын Каван Томас Воган (англ. Cavan Thomas Vaughan), третий сын Ландан Рейд Воган (англ. Landan Reid Vaughan) родился 6 марта 2012.

## Фильмография
- 1996 — Берега Малибу — Джош Уолкер
- 1996 — Спасатели Малибу — подросток
- 1996-1997 — Беверли-Хиллз, 90210 — Клифф Эйджер
- 1997 — Не короткие пути — Роль рнеизвестна
- 1997 — Ядовитый плющ: Новое совращение — Майкл
- 1997 — Баффи — истребительница вампиров — Ричард Андерсен
- 1998 — Лодка любви: Следующая волна — Том
- 1998 — Смертельная битва: Завоевание — Кербал
- 1998 — Дети кукурузы 5: Поля страха — Тайрус
- 1999 — Наследство — Том Стантон
- 1999 — Студенческий роман — Джейсон
- 1999—2000 — Зачарованные — Дэн Гордон
- 1999 — Несчастный случай — Джек Филиппс
- 2000 — Детектив Нэш Бриджес — Джош Эвери
- 2002 — Сабрина — маленькая ведьма — Питер
- 2002 — Город демонов — Адвокат
- 2002 — Уилл и Грейс — Симпатичный парень
- 2002—2003 — Молодые и дерзкие — Диего Гвитериз
- 2003—2009 — Главный госпиталь — Лаки Спенсер
- 2010 — 90210: Новое поколение — Кай
- 2010 — Ищейка — офицер Вагнер